# Betonhjerter
Betonhjerter er en film fra 2005 instrueret af Michael Zile efter manuskript af Mohsen Moghadam og Michael Zile.

## Handling
Er der en chance for en fremtid, hvis man vokser op i en betonghetto? Johnny er den evige taber, der er barndomsven med Muhammed. De to er vokset op sammen i betonbyen. Muhammed kæmper for en ny tilværelse og gør op mod fordomme - både fra egne kredse og fra samfundet. Johnny derimod har mistet troen på fremtiden. Vold og narko er en del af tilværelsen, men også stærke venskabsbånd, kærlighed og familien er det, der er en del af livets gang og udfordringer.